# Eulachnesia cobaltina
Eulachnesia cobaltina är en skalbaggsart som beskrevs av Bates 1881. Eulachnesia cobaltina ingår i släktet Eulachnesia och familjen långhorningar. Inga underarter finns listade i Catalogue of Life.